# 94 Terror
94 Terror es una película de drama bélico de Uganda, ambientada en el genocidio de Ruanda de 1994. Se estrenó el 14 de diciembre de 2018 en un evento de alfombra roja en el Theatre Labonita en Kampala y ganó el premio a la mejor película según los espectadores del Festival de Cine de Uganda 2018 en la primera semana después del lanzamiento.

## Sinopsis
Keza escapa por poco de la muerte durante el genocidio de Ruanda en 1994, en el que muere el resto de su familia. Ella y sus compañeros intentan escapar de Ruanda a Uganda a través de la frontera del río Kagera.

## Recepción
94 Terror fue muy bien recibida e inmediatamente ganó el premio a la mejor película de los espectadores en los premios del Festival de Cine de Uganda 2018 durante la primera semana después de su estreno. Luego ganó el premio al mejor vestuario en el Festival de Cine Africano (TAFF) en Dallas Texas en 2019. También lideró las nominaciones en los Golden Movie Awards Africa (GMAA) de 2019 en Ghana con 18 nominaciones, incluyendo Mejor Película Dramática y Mejor Guion. Recibió una doble selección tanto en el Straight Jacket Guerrilla Festival en México como en el FICMEC Nador International Festival of Common Memory en Francia.